# Helmuth Gsöllpointner

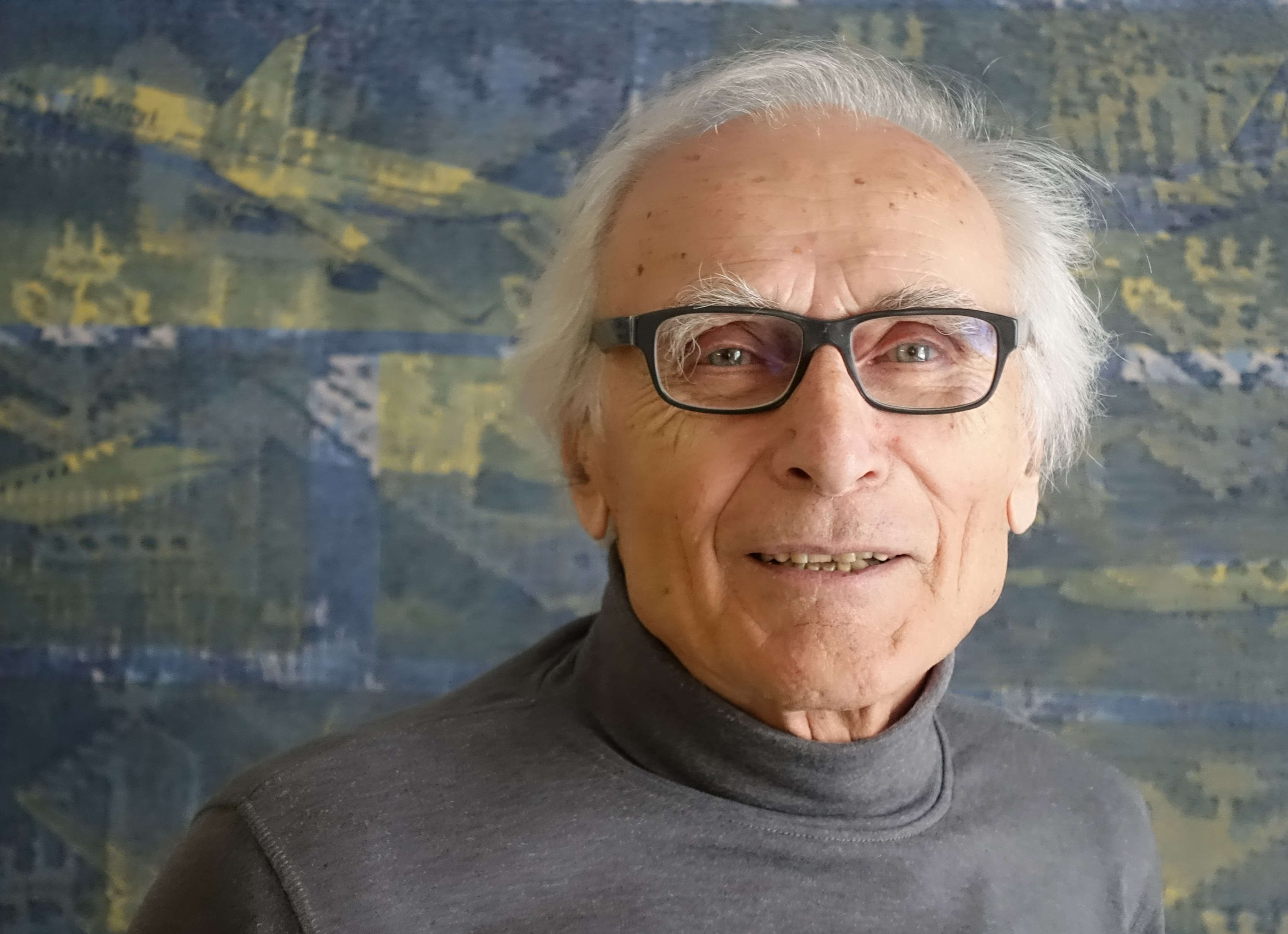
Helmuth Gsöllpointner (2017)

Helmuth Gsöllpointner (* 30. September 1933 in Brunnwald in Vorderweißenbach; † in der Nacht zum 3. Juni 2025) war ein österreichischer Plastiker, Objektkünstler und Designer. Von 1977 bis 1981 war er Rektor der Hochschule für künstlerische und industrielle Gestaltung Linz.

## Leben

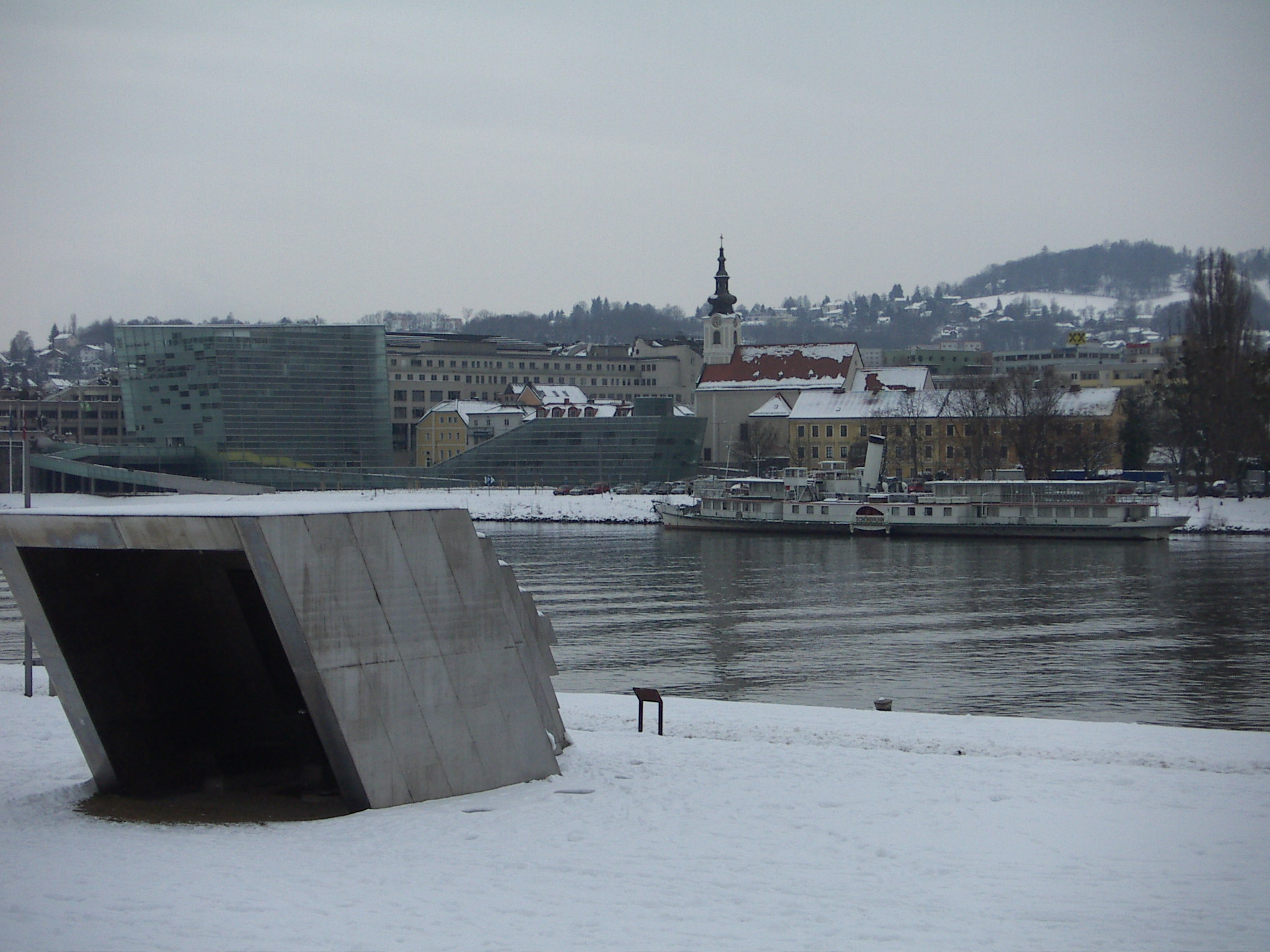
Plastik EVOLUTION, 1978, forum metall Donaulände (Linz) (Foto: 2009)

Nach der Hauptschule in Bad Leonfelden besuchte Helmuth Gsöllpointner von 1948 bis 1951 die Stahlschnittschule in Steyr (heute HTL Steyr), Abteilung Kunstgewerbe, bei Hans Gerstmayr und Adolf Krepcik. 1951 ging er nach Wien und begann die Ausbildung an der Akademie für Angewandte Kunst, Abteilung für Metallplastik und Industrieformgebung, unter der Leitung von Eugen Mayr. 1954 schloss Gsöllpointner sein Studium ab und wurde für seine Diplomarbeit, eine Monstranz und mehrere Schmuckobjekte, mit dem Oskar-Strnad-Preis ausgezeichnet. Von der VÖEST (heute voestalpine) erhielt er 1955 seine erste Auftragsarbeit, eine Deckenleuchte, die er in den Lehrwerkstätten des Unternehmens anfertigte. 1956 wurde Gsöllpointner von der VÖEST angestellt und zum Leiter der Lehrwerkstätten berufen. In den Werkstätten wurden Auftragsarbeiten für weltliche und kirchliche Institutionen in Stahlschnitttechnik gefertigt, unter anderem Pektorale für Kardinal Franz König und für Bischof Franz Zauner sowie Brustkreuze und Stäbe für die Äbte von Stift Admont und Stift Göttweig.
Von 1971 bis 1976 war Gsöllpointner Präsident der Künstlervereinigung MAERZ in Linz. Im Jahre 2001 wurde er zum Vorsitzenden des neu begründeten Stadtkulturbeirates der Stadt Linz gewählt. Seit 2002 war Helmuth Gsöllpointner Ehrenmitglied von designaustria und ebenfalls seit 2002 Ehrensenator der Johannes Kepler Universität Linz. Für seine künstlerischen Arbeiten und seine Verdienste um die Stadt Linz erhielt der Künstler viele Auszeichnungen. Das Große Goldene Ehrenzeichen für Verdienste um die Republik Österreich lehnte er im Jahr 2000 aus Protest gegen die schwarz-blaue Bundesregierung ab. 2022 wurde er zum Ehrenmitglied der Kunstuniversität Linz ernannt.
Helmuth Gsöllpointner lebte in Linz, war verheiratet und Vater von zwei Kindern. Tochter Katharina Gsöllpointner ist Kunst- und Medienwissenschafterin.
Er starb in der Nacht zum 3. Juni 2025 im Alter von 91 Jahren.

## Werk
Zu Beginn seiner künstlerischen Tätigkeit arbeitete Helmuth Gsöllpointner in der Stahlschnitttechnik. Er schuf Monstranzen, Medaillen, Gravurstücke. Als Medailleur schuf Gsöllpointner einige Vorderseiten österreichischer 100 Schilling Münzen von 1974 bis 1978. Signatur: „GSÖLL“.
1963 entwickelte er eine neue Gusstechnik, bei der Porit zum Formenaufbau verwendet wird. Multiples und Großplastiken entstanden. In dieser Technik arbeitete Gsöllpointner weitere Jahre. 1968 entwarf und baute der Künstler eine begehbare Plastik, die in der Galerie MAERZ und dann in Schloss Eggenberg im Rahmen des Steirischen Herbstes ausgestellt wurde.
Gsöllpointner entwickelte 1970 einer Prägewalze für Strukturbleche und meldete diese in acht europäischen Ländern und den USA zum Patent an. Er konzeptionierte Großplastiken und Brunnen für den öffentlichen Raum, u. a. eine Brunnenplastik für das Brucknerkonservatorium Linz und eine begehbare Plastik für die Landes-Hypothekenanstalt sowie 1972 das Objekt Brücke und Strom aus Chromnickelstahl für die neue Autobahnbrücke (VÖEST-Brücke) in Linz. Weitere Themen seiner künstlerischen Auseinandersetzung waren Multiples und Variable Raumobjekte. 2023 schuf Gsöllpointner Plastiken aus Holzstäben, er nannte sie Stabräume.

### Denkmäler in Linz
- 1966 Kriegerdenkmal Bindermichl

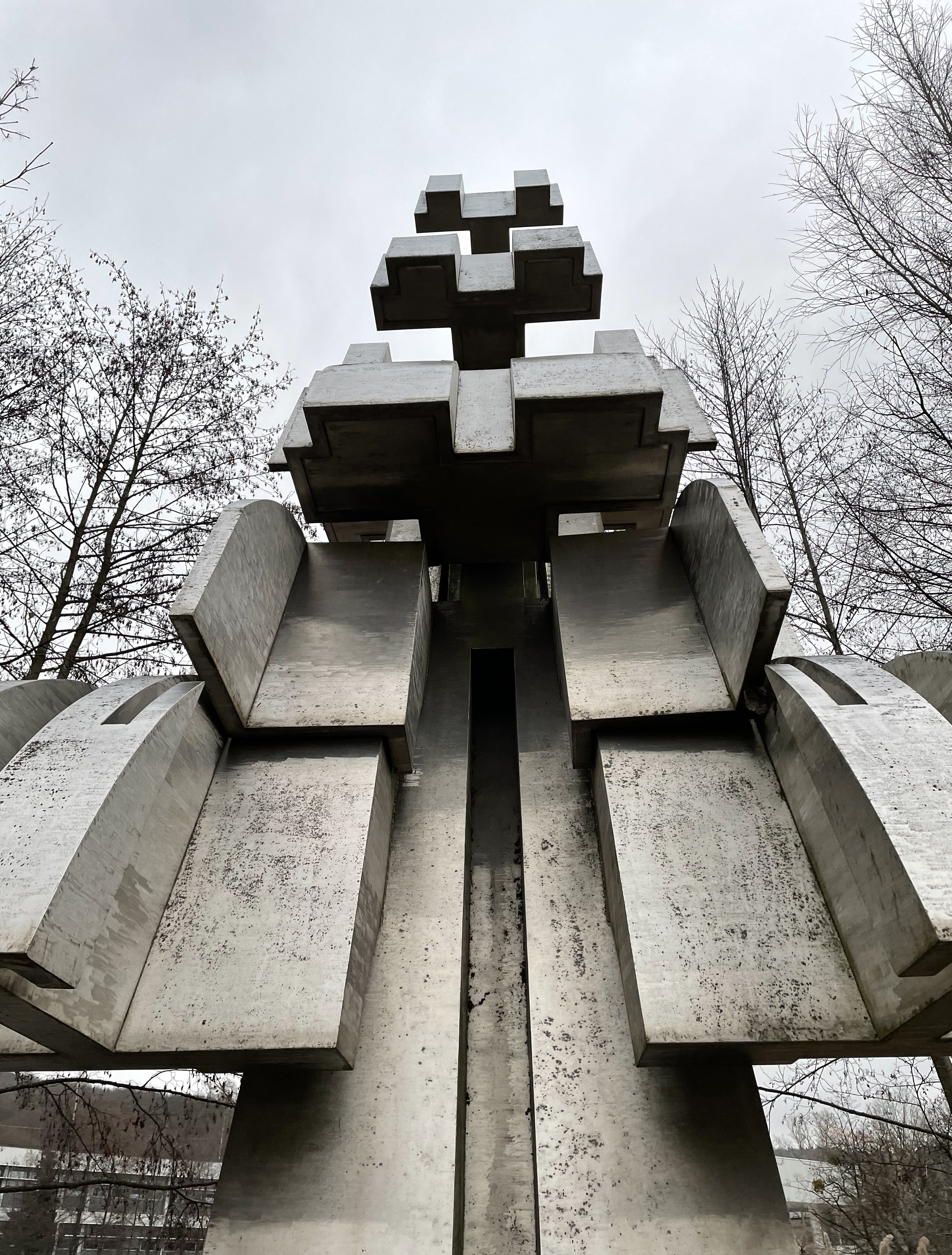
Metallplastik „Spirit of Linz“ im JKU-Park

- 1969 Brunnen der Anton-Bruckner-Privatuniversität (wurde 2015 in das neue Universitätsgelände am Fuß des Pöstlingbergs übersiedelt und erweitert)
- 1972 Skulptur Brücke und Strom
- 1978 Forum Metall Evolution
- 1987 JKU-Park Spirit of Linz[8]

### Ausstellungen
Arbeiten von Helmuth Gsöllpointner waren auf vielen Ausstellungen, zum Beispiel in der Galerie MAERZ in Linz, in der Neuen Galerie Wien, im MAK Wien, in der Landesgalerie Linz, im Joanneum Graz, im Forum Stadtpark Graz, im Museum für Gestaltung Zürich, Montclair New Jersey und Barcelona zu sehen. Sie befinden sich in privaten und öffentlichen Sammlungen, u. a. im Museum für angewandte Kunst Wien, im Leopold Museum Wien, im Museum Liaunig, in der Artothek des Bundes, in der Oesterreichischen Nationalbank, in der Arbeiterkammer Oberösterreich in Linz, der Diözese Linz und der Erzdiözese Wien. Objekte des Künstlers sind auch in Stahlfirmen in Frankreich, Java, Korea, Russland und Simbabwe ausgestellt. Gsöllpointner schuf viele Plastiken für den öffentlichen Raum.
Anlässlich seines 85. Geburtstages wurde Helmuth Gsöllpointner für seine Verdienste für die Stadt Linz in vier Ausstellungen geehrt:
- Helmuth Gsöllpointner – variable Objekte, Galerie MAERZ Künstler- und Künstlerinnenvereinigung, Linz
- METALL UND MEHR. Helmuth Gsöllpointners Meisterklasse, Landesgalerie Linz[9][10]
- Helmuth Gsöllpointner – Ausstellungsmacher, Kunstuniversität Linz[11]
- Helmuth Gsöllpointner – Temporäre, variable, Raumobjekte, Aktionsraum LINkZ, Linz

Anlässlich seines 90. Geburtstages wurde Helmuth Gsöllpointner 2023 mit der Ausstellung 'Helmuth Gsöllpointner, Stahlstadt' im Linzer Schlossmuseum gewürdigt. Im Rahmen der Ausstellungseröffnung erhielt der Künstler von Landeshauptmann Thomas Stelzer das goldene Ehrenzeichen für Kultur des Landes Oberösterreich überreicht.

## Lehrtätigkeit
Helmuth Gsöllpointner wurde 1959 von Alfons Ortner an die Linzer Kunstschule geholt. Der Unterricht der Studierenden erfolgte in den Lehrwerkstätten der VÖEST. 1963 übernahm Gsöllpointner die Leitung der neu gegründeten Meisterklasse für Metallplastik und wurde 1973 zum Ordentlichen Hochschulprofessor ernannt und gleichzeitig Vizerektor. Von 1977 bis 1981 war er Rektor der Hochschule für künstlerische und industrielle Gestaltung, heute Universität für künstlerische und industrielle Gestaltung Linz. Mit seinen Studenten unternahm er zahlreiche Studienreisen, z. B. nach London, Istanbul oder Mexiko. In viele Ausstellungen und Wettbewerbe bezog er die Studierenden mit ein. Helmuth Gsöllpointner wurde 2001 emeritiert.

### Zitat
„Ganz gleich, wo das ist, ob das jetzt als Lehrer ist, oder ob das als Leiter einer Gruppe ist, der man vorsteht. Einer muß da sein, der in den Leuten ein Feuer anzündet, und schauen, daß das Feuer brennt. Anzünden, das war mir immer das Wichtigste.“

## Kurator, Ausstellungsmacher
Gsöllpointner konzipierte 1971 die erste Großausstellung forum stahl in der VÖEST, in der er eigene Werke, Arbeiten von Studierenden und Industrieobjekte von VÖEST-Mitarbeitern gegenüberstellte. Im Jahr 1977 setzte er gemeinsam mit Peter Baum das Projekt forum metall um, zu dem Künstler (u. a. Günther Uecker, Erwin Reiter, David Rabinowitch, Max Bill) nach Linz geladen wurden. 1980 folgte das forum design, eine internationale Designschau, die Helmuth Gsöllpointner, Laurids Ortner und Angela Hareiter organisierten. Sieben Jahre später gestalteten Gsöllpointner, Laurids Ortner und Gerhard Knogler die Schau Schmuck – Zeichen am Körper an acht Ausstellungsorten, u. a. in Linz und Schloss Trautenfels. 1989 leitete Gsöllpointner die Designausstellung KULT-UR-SPRUNG in Hannover. Für die Ausstellung Hommage á Kepler der Meisterklasse Metall vor dem Posthof Linz erarbeitete er das Konzept und die Durchführung. Mit Gerhard Knogler übernahm Gsöllpointner 1994 die Leitung des Projektes NETZ EUROPA, in dem internationale Künstler Beiträge zum Thema EU präsentierten.
Mit diesen Großprojekten begründete er den Ruf der Stadt Linz als Kulturstadt auch im Bereich der bildenden Kunst.

## Auszeichnungen
- 1955: Oskar-Strnad-Preis
- 1967: Anerkennungspreis der österreichischen Bundeswirtschaftskammer und Kunstförderungspreis der Stadt Linz
- 1969: Theodor-Körner-Preis
- 1970: Hauptpreis beim Wettbewerb Multiples
- 1985: Kulturpreis des Landes Oberösterreich für Bildende Kunst
- 1992: Kulturmedaille der Stadt Linz
- 2000: Großes Goldenes Ehrenzeichen für Verdienste um die Kultur der Stadt Linz
- 2000: Kunstwürdigungspreis der Stadt Linz für Design
- 2000: Großes Goldenes Ehrenzeichen für Verdienste um die Republik Österreich (abgelehnt)[15]
- 2002: Ehrenmitglied von designaustria[3]
- 2002: Ehrensenator der Johannes Kepler Universität Linz
- 2005: Kulturmedaille des Landes Oberösterreich
- 2008: St.-Anna-Preis
- 2013: Ehrenring der Stadt Linz[16]
- 2013: Ehrendoktorat der Kunstuniversität Linz[17]
- 2015: Österreichisches Ehrenkreuz für Wissenschaft und Kunst I. Klasse[18]
- 2018: Ehrenmedaille der HTL Art and Design Steyr (ehemals Stahlschnittschule)[19][20]
- 2022: Ehrenmitgliedschaft der Kunstuniversität Linz[21]
- 2023: Kulturehrenzeichen des Landes Oberösterreich in Gold[22]

## Publikationen (Auswahl)
- mit Angela Hareiter, Laurids Ortner: Design ist unsichtbar, Ausstellung Linz 1980, Löcker Verlag, Wien 1981, ISBN 3-85409-012-9.
- Meisterklasse Metall: Objekt & Produktgestaltung, Hochschule für Künstlerische und Industrielle Gestaltung, Linz 1998, ISBN 3-901112-11-1.
- mit Angela Hareiter, Peter Noever: Helmuth Gsöllpointner: Temporäre variable Raumobjekte, Ausstellung MAK Wien 2003, Trauner Verlag, Linz 2003, ISBN 3-85487-508-8.
- Helmuth Gsöllpointner – universeller Gestalter. Herausgeber Thomas Redl (Wien) in Zusammenarbeit mit der Kunstuniversität Linz, Verlag Anton Pustet, Salzburg 2019, ISBN 978-3-7025-0962-0.